# Complex programmable logic device

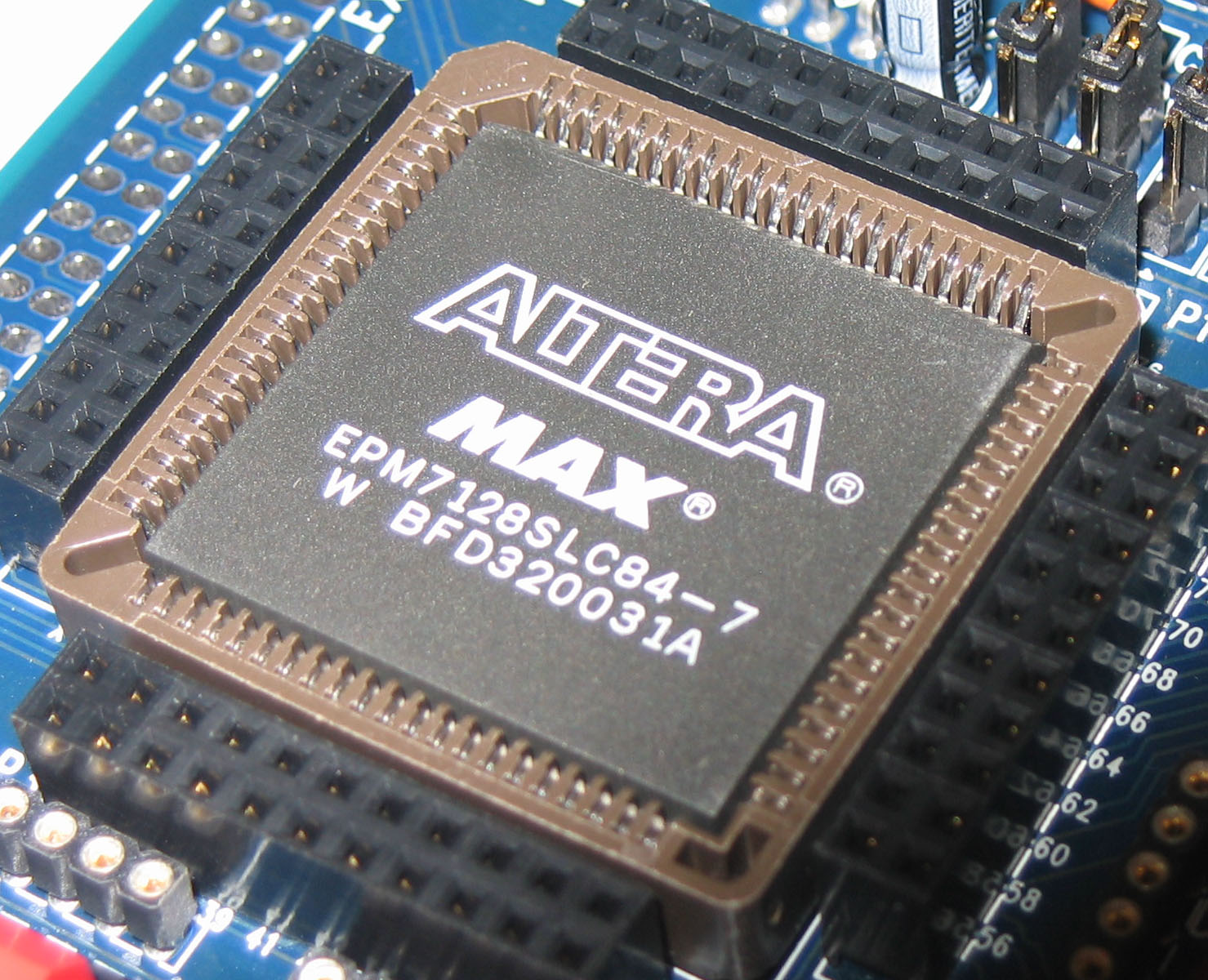
Een Altera MAX 7128 CPLD met 2500 poorten.

Complex programmable logic device (of ook wel: CPLD) is een programmeerbare logica-chip. Een CPLD bestaat uit een aantal in de chip vastgelegde logische poorten en flipflops, die, door het IC een andere programmering te geven, op een andere manier met elkaar verbonden worden. Hierdoor is er telkens weer een andere digitale logische schakeling mee te realiseren. Fabrikanten van CPLD's zijn onder andere Lattice Semiconductors, Altera en Xilinx. Een grote tegenhanger van de CPLD is de FPGA.